# Erronus rivalis
Erronus rivalis är en insektsart som beskrevs av Hamilton och Zack 1999. Erronus rivalis ingår i släktet Erronus och familjen dvärgstritar. Inga underarter finns listade i Catalogue of Life.